# 瑞士國際航空

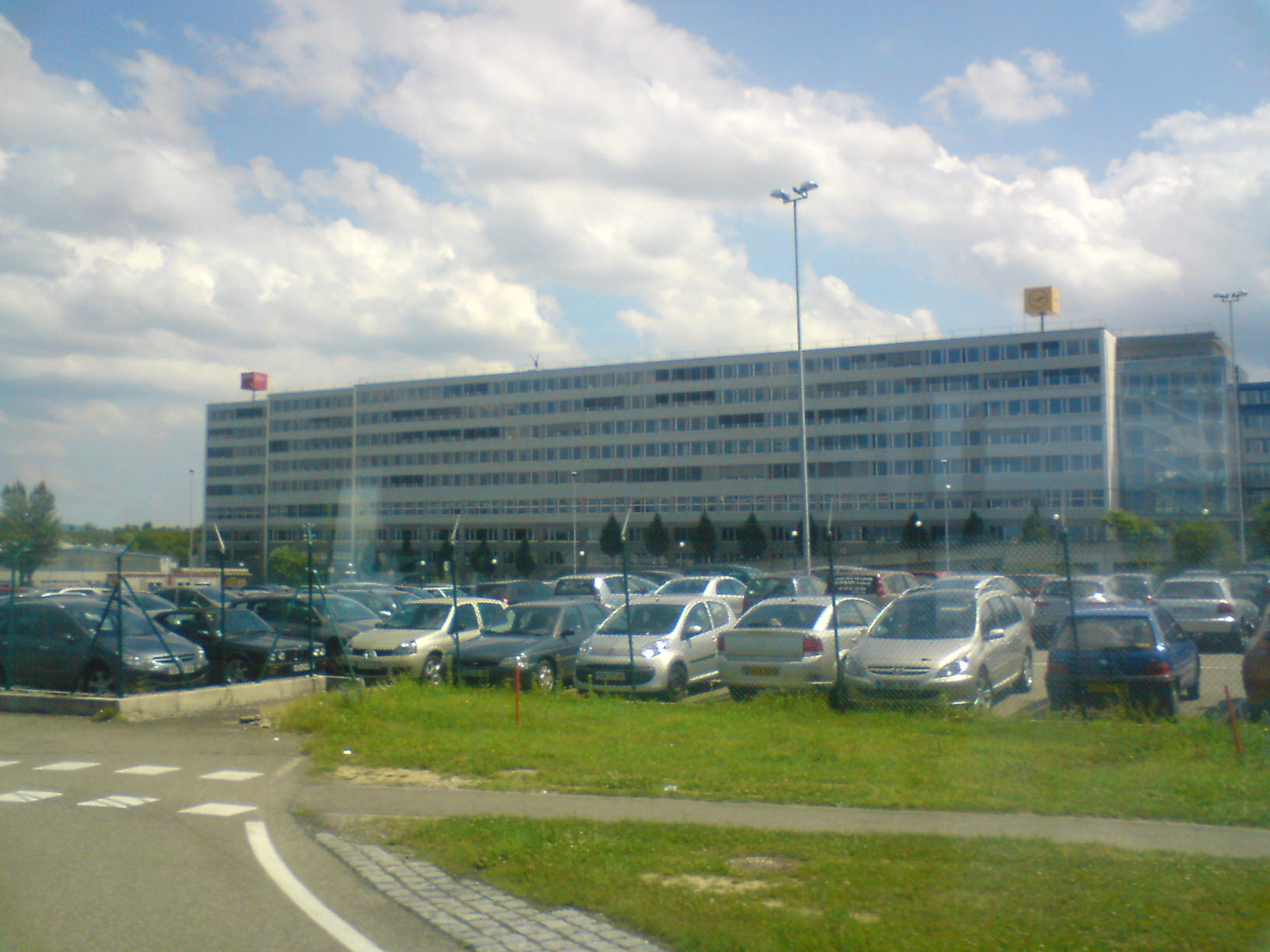
瑞士國際航空總部

瑞士國際航空，簡稱瑞航（SWISS）。是瑞士的國家航空公司，總部設於巴塞爾，樞紐機場為蘇黎世機場。瑞士國際航空是漢莎航空集團的子公司，並且為星空聯盟的成員。

## 歷史

### 初期

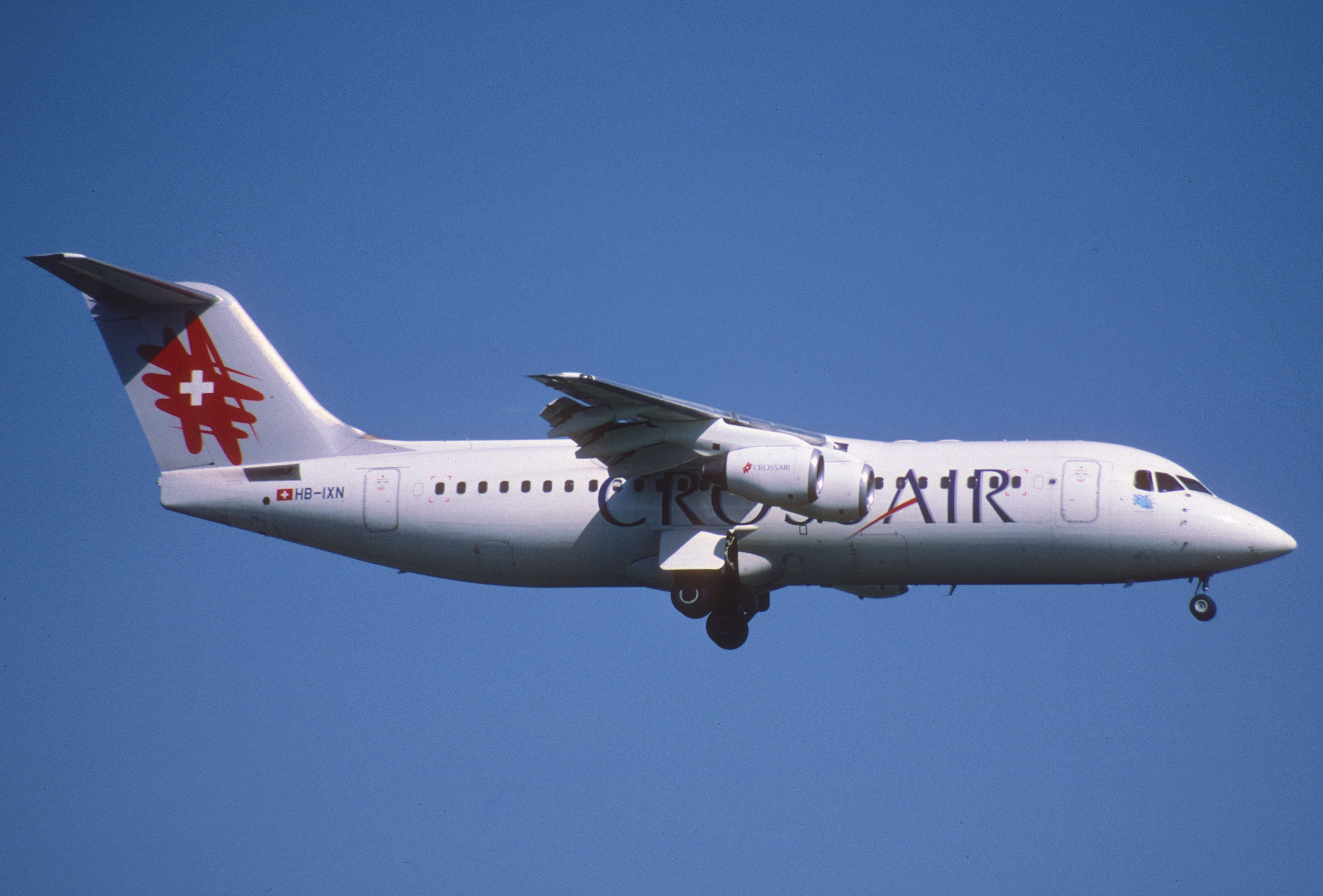
瑞士國際航空前身為Crossair

瑞士國際航空的一架MD-11（成立後並未全數更改垂直尾翼塗裝，保留了瑞亞航垂直尾翼塗裝上由日本书法家坂本早苗题写的「瑞」字）

瑞士國際航空於2002年瑞士航空（Swissair）倒閉後成立。瑞士航空最大債權人瑞士信貸銀行（Credit Suisse）及瑞士聯合銀行集團（UBS）把部分瑞航的資產售予十字航空（Crossair，原瑞士航空旗下區域航空公司）。十字航空稍後改名為現時的「瑞士國際航空」（Swiss），並於2002年3月31日起正式運作，新公司保留十字航空的IATA代碼LX，並使用瑞士航空的ICAO代碼SWR以維持瑞士航空倒閉前的國際航權，原屬舊瑞航的客機也大多轉手至瑞士國際航空。瑞士國際航空自成立開始已出現虧蝕，至2005年被德國漢莎航空收購之前，累積虧蝕16億美元。最初的股份持有人為：
- 公營投資者（61.3%）
- 瑞士聯邦工會（20.3%）
- 各州股份持有人（12.2%）
- 其他（6.2%）

瑞士國際航空全資擁有Swiss Sun及Crossair Europe兩間附屬公司。現有僱員7,359人。
面對連年虧蝕，瑞士國際航空州際市場董事馬索·拜德曼（Marcel Biedermann）表示，公司只有3個可能的出路：維持獨立，但轉為合資公司、降低知名度、加盟航空公司集團，最終選擇了最後者。瑞士國際航空曾先後與法國航空、英國航空及德國漢莎航空談判，但瑞航本身受制於負債及不明朗前景，令其被視為欠缺吸引力的投資。法航因剛與荷蘭皇家航空合併，因此沒有空參與瑞航的邀請；漢莎航空欲有意接管，但瑞士人不願意；英航態度較為開放，並認為蘇黎世機場可作為寰宇一家於倫敦希斯路機場後的替代樞紐機場。
雖然瑞士國際航空加盟寰宇一家的申請最終被接納，但瑞航在2004年6月3日卻宣布不加入寰宇一家，原因是它們不想把旗下飛行獎勵計劃，併入英航的Executive Club。

### 起死回生
瑞士國際航空把虧蝕對分，並於2006年獲得2億2200萬美元的純利，2007年純利更增至5億7000萬美元。拜德曼在2008年3月號的《Airways》指出，此乃「重回昔日家鄉的開始」，他說此舉以與德國漢莎航空作為比較，與漢莎航空共同合作是自然的。儘管瑞航的網絡規模較2002年時縮小，但載客量卻能維持。
2005年3月22日，德國漢莎航空落實接管瑞士國際航空，由成立一間持有11%股權，名為航空信貸（Air Trust）的新公司作為計劃的開始；同年底，瑞士國際航空的營運併合往漢莎航空，在2006年4月1日加入星空聯盟，同時也成為漢莎航空「Miles and More」飛行獎勵計劃的一員，整個計劃在2007年7月1日完成。
瑞士國際航空也成立了一間附屬區域航空公司，名為瑞士環球航空，該公司擁有自己的航空營運商證書，並擁有一支非空中巴士的機隊。另外，瑞航也有2個獨立全資營運分部：瑞士國際航空及瑞士國際航空貨運。
2008年，瑞航收購雪絨花航空及Servair（現稱瑞士私家民航（Swiss Private Aviation），於2011年2月停止營運）。
2008年，瑞士國際航空這個品牌至今仍獲旅客的高度敬仰，並在Condé Nast Traveller讀者問卷調查中高踞前數名。
為提高運載能力，瑞航在2007年訂購了9架A330-300客機，以取代旗下的A330-200。新的A330-300配備3個客艙等級。2009年4月，首架A330-300投入服務後，也把首架A330-200客機退出服務，並投放於蘇黎世至紐約甘迺迪國際機場航線上。其餘的A330-300客機將於2011年或之前投入服務。

## 附屬公司
瑞士國際航空旗下附屬公司：
- 雪絨花航空
- 瑞士民航軟件（Swiss Aviation Software）
- 瑞士民航培訓（Swiss Aviation Training）
- 瑞士歐洲航空（Swiss European Air Lines）
- 瑞士私家航空（Swiss Private Aviation）
- 瑞士貨運（Swiss WorldCargo）

## 航點及代碼共享

### 代碼共享
瑞士國際航空與以下航空公司簽訂了代碼共享協議︰
星空聯盟成員
- 加拿大航空
- 中國國際航空
- 印度航空
- 全日空
- 奧地利航空
- 哥倫比亞航空
- 布魯塞爾航空
- 克羅地亞航空
- 埃及航空
- LOT波蘭航空
- 漢莎航空
- 北歐航空
- 新加坡航空
- 南非航空
- TAP葡萄牙航空
- 泰國國際航空
- 聯合航空

其他航空公司
- 法國航空（天合聯盟）
- 馬耳他航空
- 雪絨花航空（子公司）
- 以色列航空
- 歐洲之翼航空

### 聯程協議
瑞士國際航空與以下航空公司簽訂了聯程協議︰
- 阿根廷航空（天合聯盟）
- 墨西哥國際航空（天合聯盟）
- 南方航空 (留尼旺)
- 多洛米蒂航空
- 毛里裘斯航空
- 意大利航空（天合聯盟）
- 美國航空（寰宇一家）
- 曼谷航空
- 英國航空（寰宇一家）
- 國泰航空（寰宇一家）
- 國泰港龍航空（寰宇一家）
- 中華航空（天合聯盟）
- 中國東方航空（天合聯盟）
- 中國南方航空
- 康姆航空
- 神鷹航空
- 達美航空（天合聯盟）
- 阿聯酋航空
- 芬蘭航空（寰宇一家）
- 高爾航空
- 海灣航空
- Helvetic Airways
- 西班牙國家航空（寰宇一家）
- 冰島航空
- 日本航空（寰宇一家）
- 捷星航空
- 肯雅航空（天合聯盟）
- 荷蘭皇家航空（天合聯盟）
- 大韓航空（天合聯盟）
- 智利南美航空
- 盧森堡航空
- 馬來西亞航空（寰宇一家）
- 華信航空
- 中東航空（天合聯盟）
- 阿曼航空
- 巴基斯坦國際航空
- 精密航空
- 澳洲航空（寰宇一家）
- 卡塔爾航空（寰宇一家）
- 俄羅斯國家航空
- 沙特阿拉伯航空（天合聯盟）
- 上海航空（天合聯盟）
- 太陽快運航空
- 斯里蘭卡航空（寰宇一家）
- 土耳其航空（星空聯盟）
- 越南航空（天合聯盟）
- 維珍航空

## 機隊

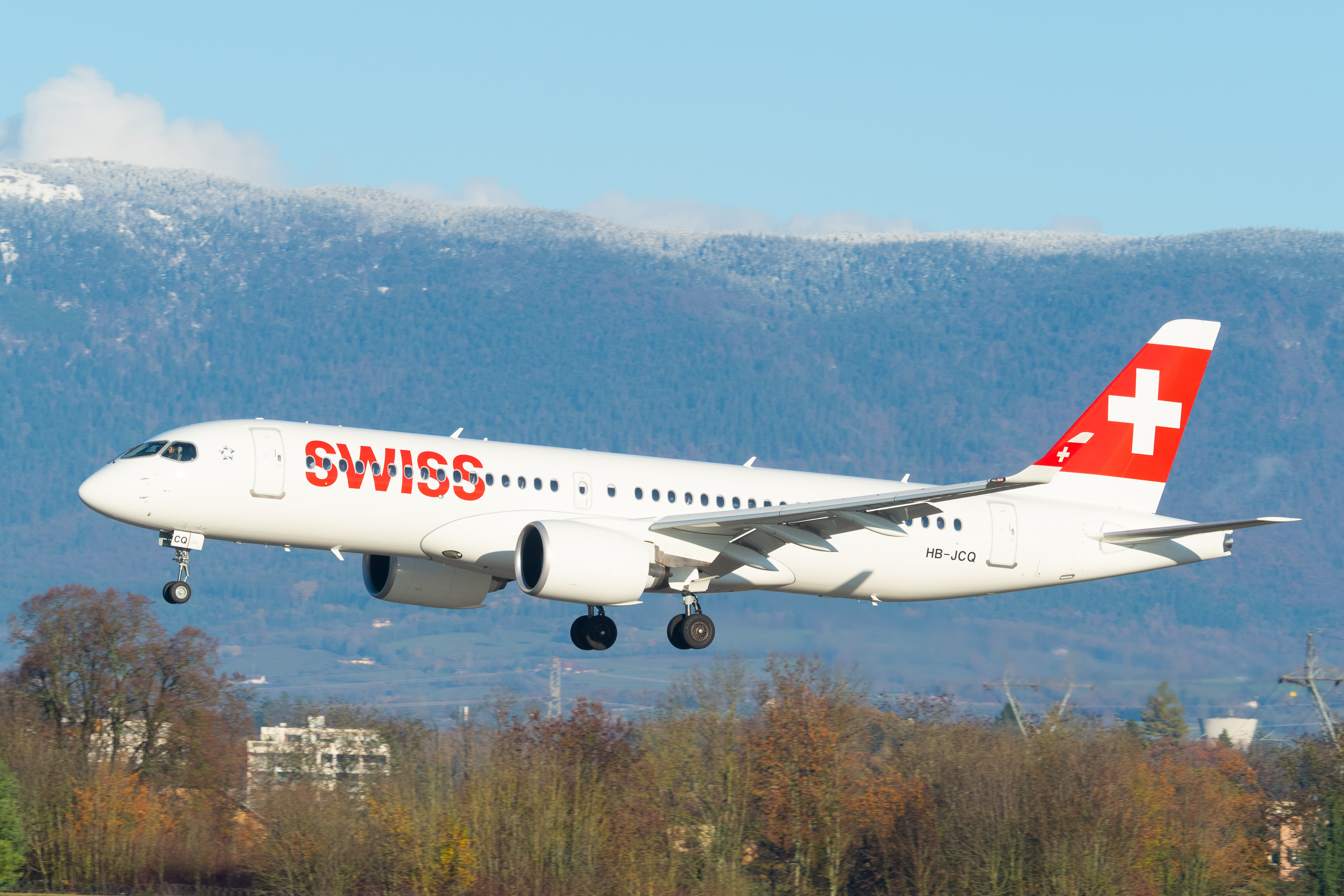
空中巴士A220-300

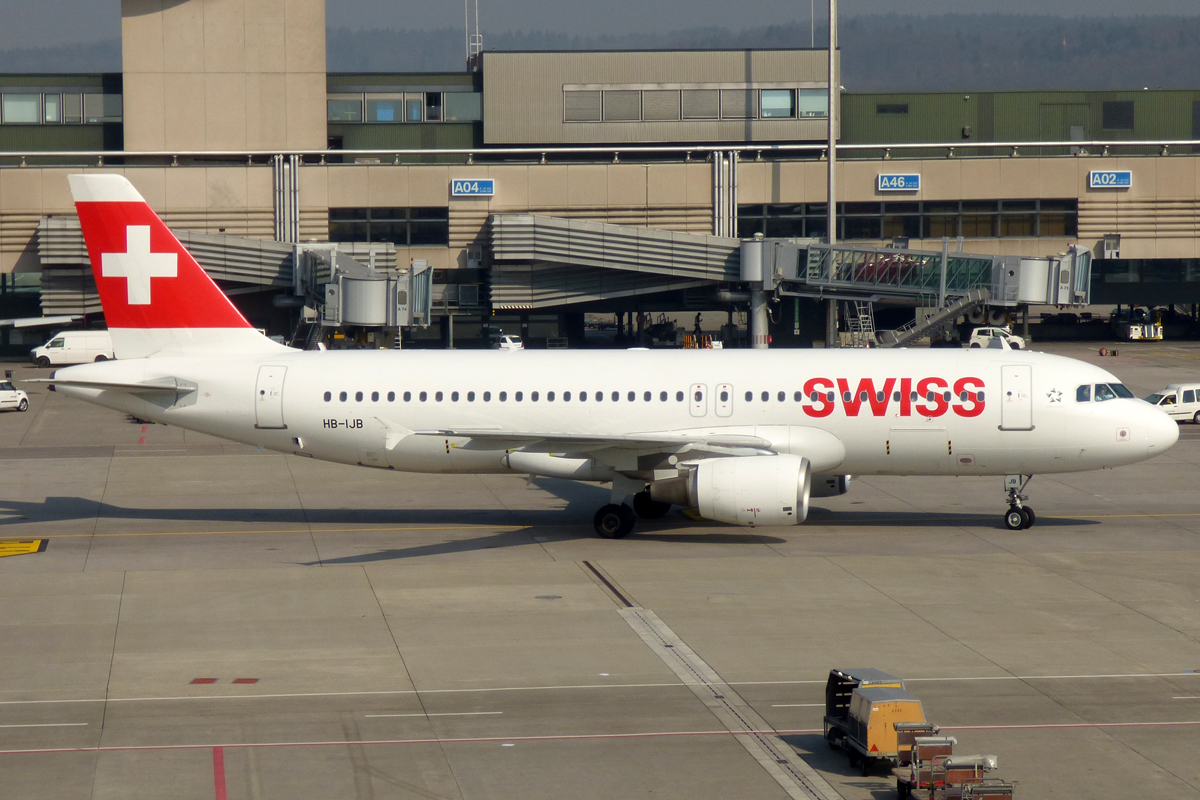
空中巴士A320-200

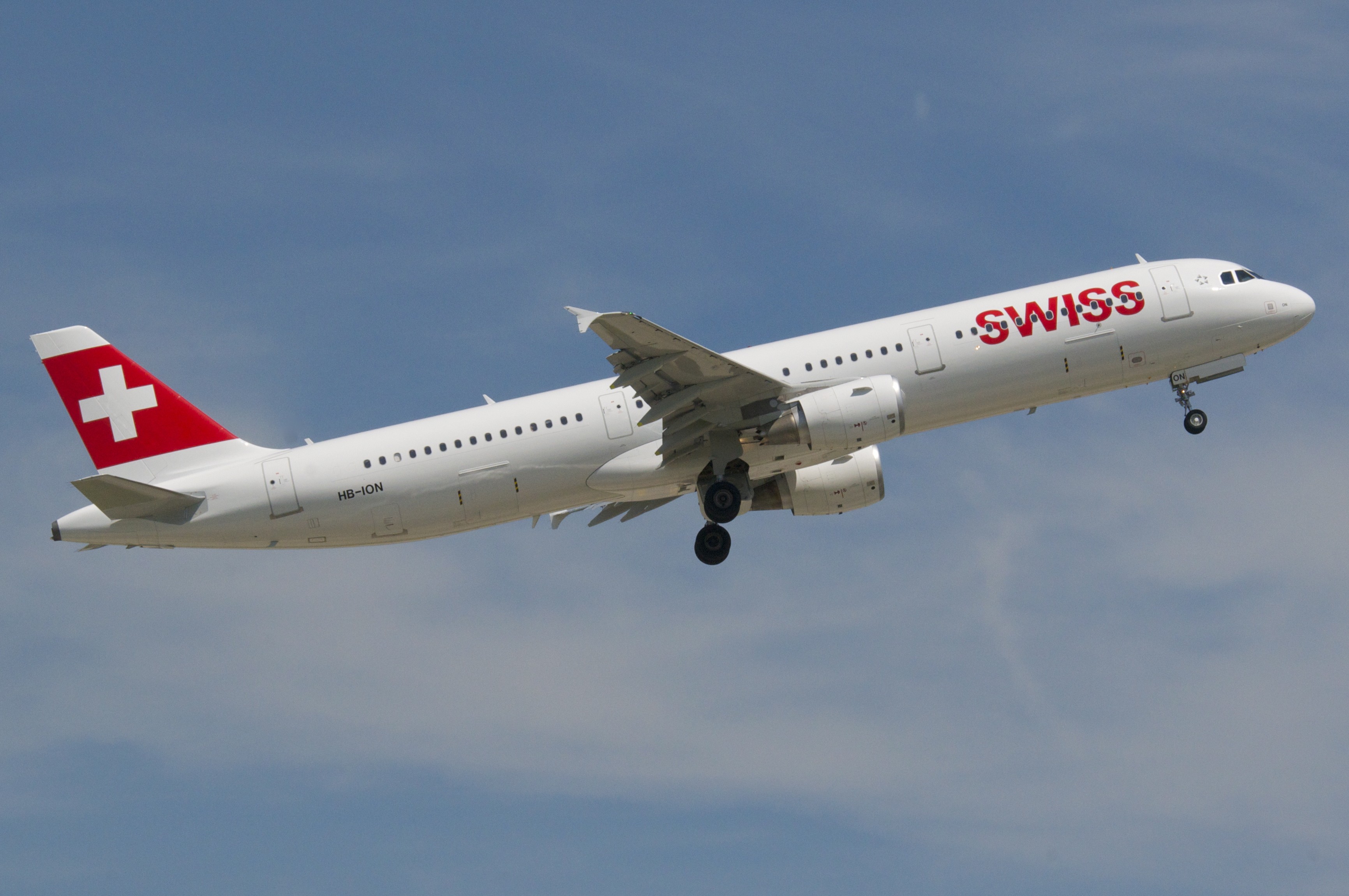
空中巴士A321-200

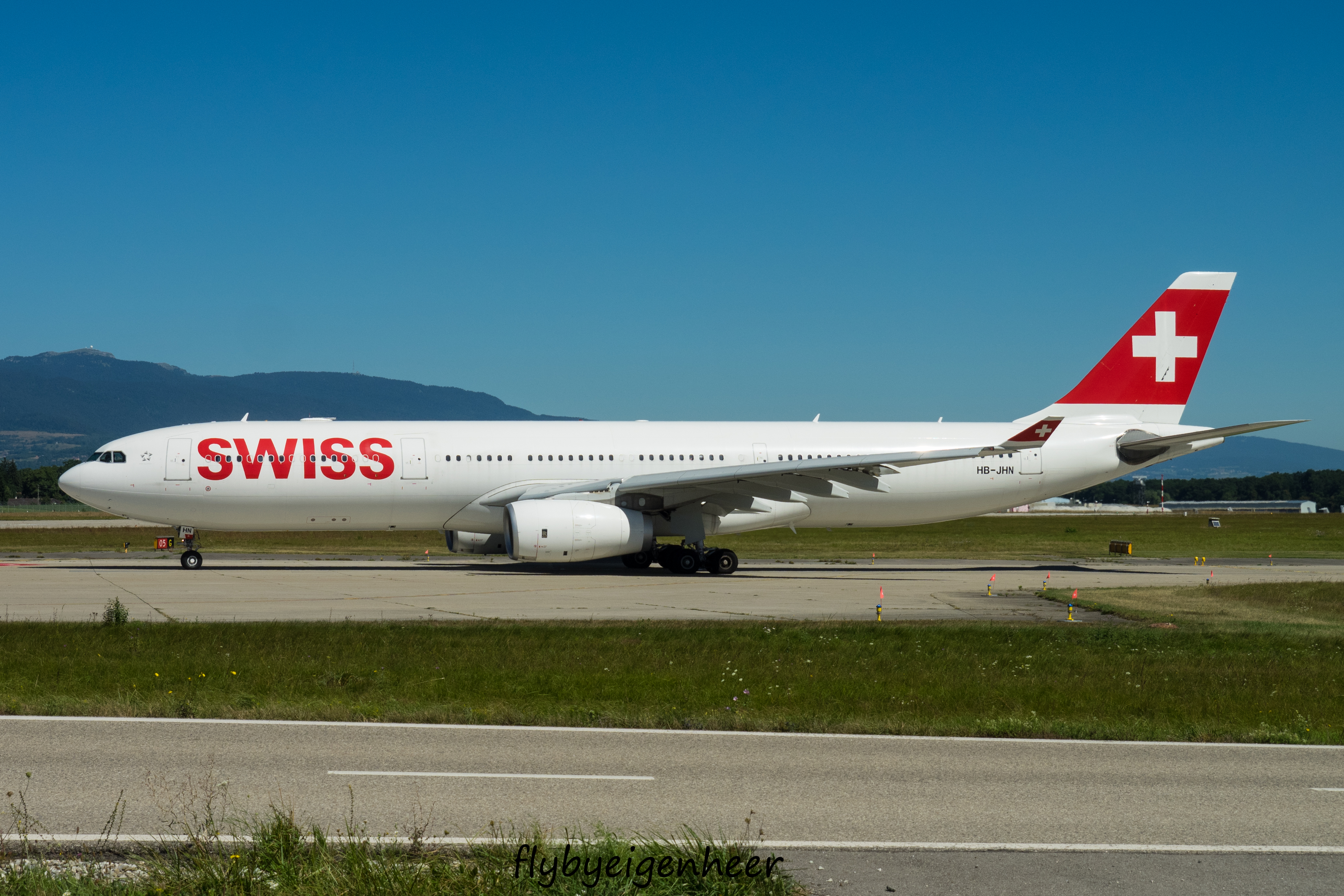
空中巴士A330-300

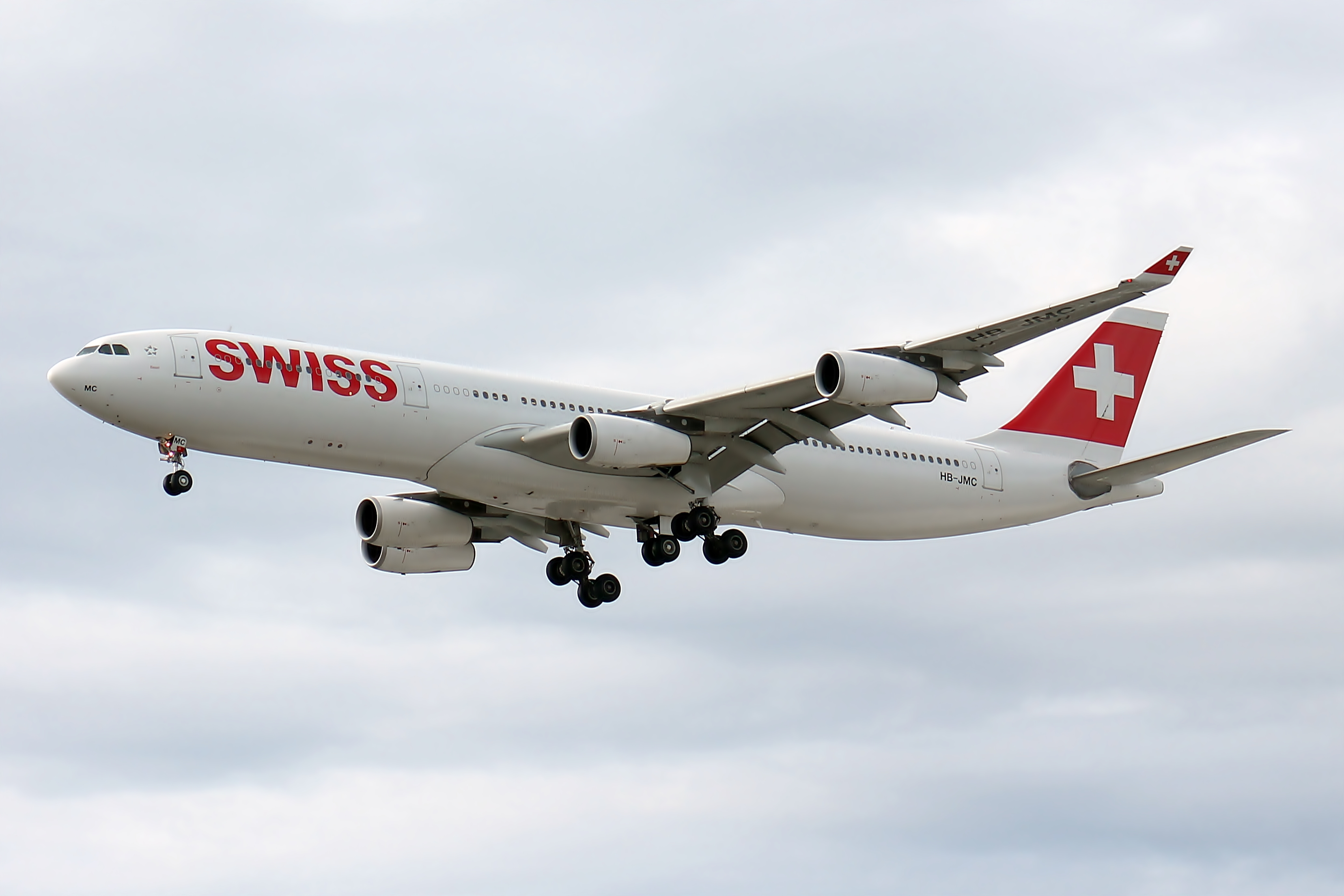
空中巴士A340-300

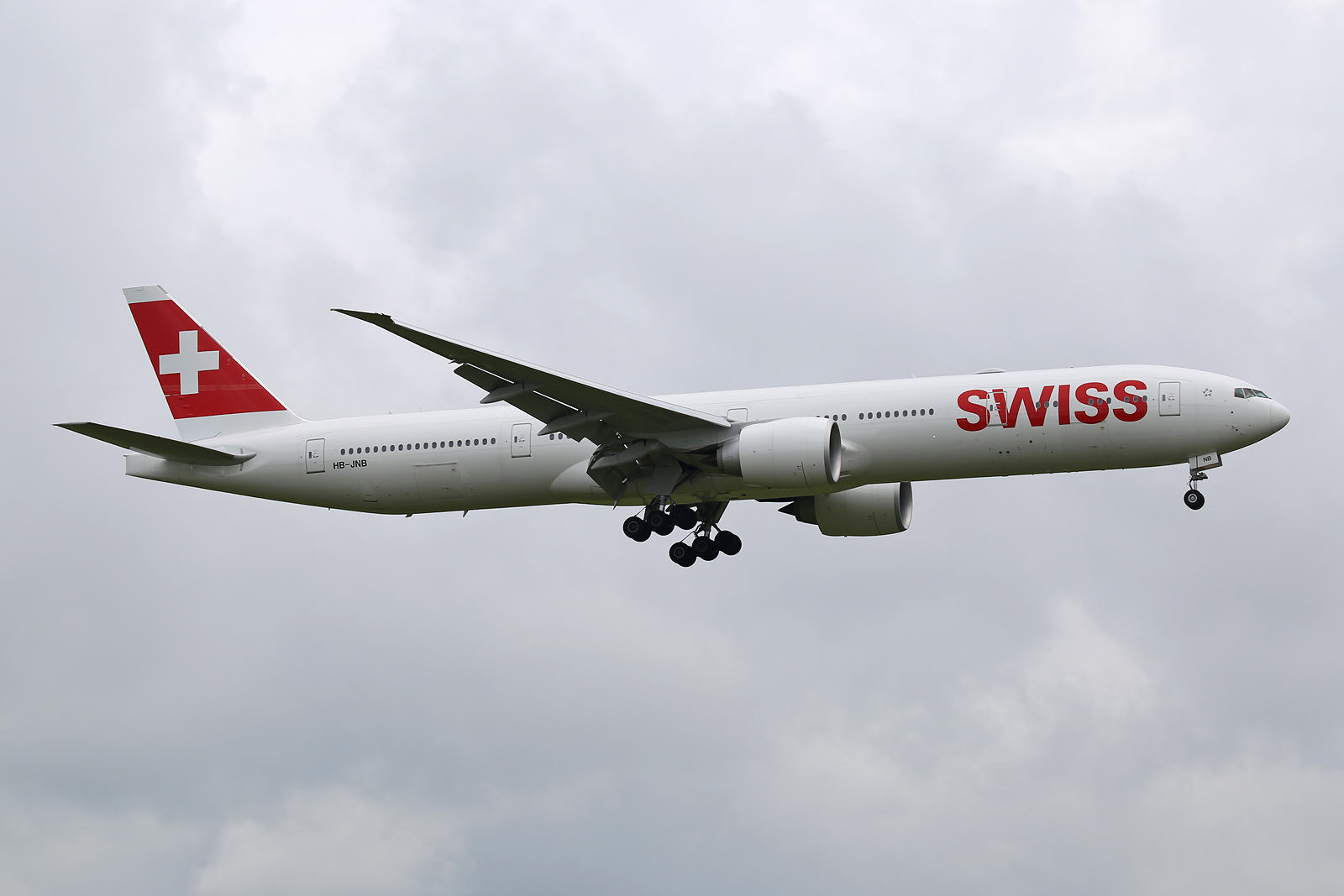
波音777-300ER

截至2022年12月，瑞士國際航空的機隊詳情如下：

## 獎項

### Skytrax評估
- 2007年：四星級航空公司
- 2015年：四星級航空公司

## 事故
- 2002年7月10日，瑞士国际航空850号班机，一架萨博2000客机在韦尔诺伊兴机场坠毁，由于错误的天气信息，加上不规范的跑道标识，导致起落架折断以及大火贯穿机身。机上人员全部幸免于难，但是飞机已经报废。[19]

## 外部連結
- 瑞士國際航空網站 （页面存档备份，存于）
- 瑞士國際航空貨運部
- BBC有關瑞航被德國漢莎航空收購的報導 （页面存档备份，存于）
- 瑞士航空及瑞士國際航空的歷史
- 瑞士國際航空愛好者網站